# Arcimbaldo VI di Borbone
Arcimbaldo o Arcibaldo VI di Borbone detto il Pupillo (... – 1116) fu signore di Borbone, sotto tutela, dal 1096 fino alla sua morte.

## Origine
Arcimbaldo, secondo la Vita Ludovici Grossi Regi, era l'unico figlio del Signore di Borbone, Arcimbaldo V e della moglie, che, secondo la Histoire du Bourbonnais et des Bourbons qui l'ont possédé, Volume 1, si chiamava Luqua, della quale non si conoscono gli ascendenti,.
Arcimbaldo V di Borbone, secondo il documento n° XIV dei Fragments du cartulaire de La Chapelle-Aude è il figlio del Signore di Borbone, Arcimbaldo IV e della moglie, Beliarda, di cui non si conoscono gli ascendenti, come risulta dal documento n° XVII delle Preuves de l'Etude sur la chronologie des sires de Bourbon, Xe-XIIIe siecles, con data imprecisata, in cui Arcimbaldo, figlio di Arcimbaldo III che fece costruire la chiesa di Montet (Archimbaldus, illius Archimbaldi filius qui ecclesiam de Monticulo construxit) e di Beltrude (filius Bderrud) fece una donazione.

## Biografia
Suo nonno, Arcimbaldo IV, morì il 22 settembre 1095, e Arcimbaldo gli succedette, come Arcimbaldo V di Borbone, senza poter mettere fine alle incomprensioni coi monaci di Souvigny e di conseguenza anche con quelli di Cluny, ma dopo la sua morte fu suo padre, Arcimbaldo V, che prese parte all'assemblea che doveva porre termine alle incomprensioni, tenuta a Souvigny, tra la fine del 1095 ed il 1096, alla presenza di papa Urbano II, che, nel novembre 1095, era stato al Concilio di Clermont.
La morte colse Arcimbaldo V, prima di poter portare a termine la missione di pacificazione, nel 1096 circa, e gli succedette Arcimbaldo, ancora minorenne, sotto tutela dello zio (il fratello di Arcimbaldo IV), Aimone.
La madre, che dopo essere rimasta vedova, secondo la Vita Ludovici Grossi Regi, si risposò, in seconde nozze, con Alardo Guillebaldi, assieme al marito, cercò senza successo di impedire che, Aimone II, deponendo Arcimbaldo, divenisse Signore di Borbone; allora fu richiesto l'intervento del re di Francia, Luigi VI, che sconfisse Aimone II, obbligandolo a governare assieme al nipote, Arcimbaldo VI.
Arcimbaldo morì nel 1116, senza eredi, lasciando la signoria allo zio, Aimone II di Borbone, che già la governava.

## Discendenza
Di Arcimbaldo non si conosce alcuna discendenza.

### Fonti primarie
- (LA)  (FR)  Etude sur la chronologie des sires de Bourbon, Xe-XIIIe siecles.
- (LA)  Titres de la maison ducale de Bourbon, tome premier
- (LA)  Fragments du cartulaire de La Chapelle-Aude
- (LA)  Oeuvres complètes de Suger, Vita Ludovici Grossi Regis

### Letteratura storiografica
- (FR)  #ES Histoire du Bourbonnais et des Bourbons qui l'ont possédé, Volume 1.
- (FR)  Germain R. Les sires de Bourbon et le pouvoir : de la seigneurie à la principauté //  Actes des congrès de la Société des historiens médiévistes de l'enseignement supérieur public. № 23, 1992, pp. 195–210.